# 3-2
3-2, de son vrai nom Christopher Juel Barriere (né le 11 juillet 1972 à Houston, Texas, et mort assassiné le 10 novembre 2016 dans la même ville), est un rappeur américain. Il fait partie du label Rap-A-Lot Records, et est membre des groupes de dirty south Convicts, Blac Monks, Southside Playaz et Screwed Up Click (en).  
Barriere est abattu d'une balle dans la tête dans une station-service de sa ville natale d'Houston, après une bagarre qui aurait dégénéré. 

## Discographie

### Albums studio
| Titre                  | Détails                                          | Meilleure position     | Meilleure position |
| Titre                  | Détails                                          | Top R&B/Hip-Hop Albums | Heatseekers        |
| ---------------------- | ------------------------------------------------ | ---------------------- | ------------------ |
| The Wicked Buddah Baby | - Sortie : 1996 - Label : Rap-A-Lot, Noo Trybe   | 28                     | 13                 |
| The Governor           | - Sortie : 2001 - Label : N Yo Face              | -                      | -                  |
| On Probation           | - Sortie : 2005 - Label : Street Game            | -                      | -                  |
| Over the Law           | - Sortie : 2005 - Label : Street Game            | -                      | -                  |
| Family Ties            | - Sortie : 2006 - Label : Street Game, Pham Ent. | -                      | -                  |
| Fatt Domino            | - Sortie : 2008 - Label : Down South             | -                      | -                  |
| Verbal Assault         | - Sortie : 2009 - Label : Playamade Productions  | -                      | -                  |

### Albums collaboratifs
| Titre                                                 | Détails                                          | Meilleure position     | Meilleure position |
| Titre                                                 | Détails                                          | Top R&B/Hip-Hop Albums |                    |
| ----------------------------------------------------- | ------------------------------------------------ | ---------------------- | ------------------ |
| Convicts avec Convicts                                | - Sortie : 1991 - Label : Rap-A-Lot              | 52                     |                    |
| Secrets of the Hidden Temple avec Blac Monks          | - Sortie : 1994 - Label : Rap-A-Lot              | 65                     |                    |
| No Mercy avec Blac Monks                              | - Sortie : 1998 - Label : Rap-A-Lot              | 74                     |                    |
| You Gottus Fuxxed Up avec Southside Playaz            | - Sortie : 1998 - Label : Laftex Records         | -                      |                    |
| Street Game avec Southside Playaz                     | - Sortie : 2000 - Label : Laftex Records         | 91                     |                    |
| Str'8 Drop avec Timebomb                              | - Sortie : 2012 - Label : Timebomb Entertainment | -                      |                    |
| "-" désigne un enregistrement qui n'a pas été classé. |                                                  |                        |                    |

### Apparitions
| Titre                         | Année | Autre(s) artiste(s)                                                         | Album                                          |
| ----------------------------- | ----- | --------------------------------------------------------------------------- | ---------------------------------------------- |
| South Park Coalition          | 1991  | The Terrorists (Dope E, Egypt E), Ganksta N-I-P, Point Blank                | Terror Strikes: Always Bizness, Never Personal |
| Aggravated                    | 1992  | Point Blank                                                                 | Prone to Bad Dreams                            |
| Buck Em Down                  | 1993  | DMG, Scarface, Big Mike, 5th Ward Boyz, 2 Low                               | Rigormortiz                                    |
| Da Hood                       | 1993  | 2 Low                                                                       | Funky Lil Brotha                               |
| Straight Gangstaism           | 1993  | Geto Boys                                                                   | Till Death Do Us Part                          |
| Bring It On                   | 1993  | Geto Boys, 5th Ward Boyz, Ganksta N-I-P, Seagram, Odd Squad, Big Mello, DMG | Till Death Do Us Part                          |
| Gang Stories                  | 1994  | South Central Cartel, Big Mike                                              | 'N Gatz We Truss                               |
| Stoned Junkee                 | 1994  | UGK                                                                         | Super Tight                                    |
| Pussy Got Me Dizzy            | 1994  | UGK                                                                         | Super Tight                                    |
| Came Na Gedown                | 1994  | Odd Squad, Scarface, 2 Low                                                  | Fadanuf Fa Erybody!!                           |
| Fire                          | 1994  | Big Mike                                                                    | Somethin' Serious                              |
| Pass da Dank                  | 1995  | South Central Cartel, Ant Banks, Spice 1, Mr. Wesside                       | Murder Squad Nationwide                        |
| One Day                       | 1996  | UGK, Ronnie Spencer                                                         | Ridin' Dirty                                   |
| Touched                       | 1996  | UGK                                                                         | Ridin' Dirty                                   |
| Something About the Southside | 1997  | Lil' Keke                                                                   | Don't Mess wit Texas                           |
| Jus Ride                      | 1998  | Fat Pat, Double D, Pymp Tyte                                                | Throwed in da Game                             |
| 2 Real                        | 1998  | Scarface, UGK                                                               | My Homies                                      |
| Turnin' Lane (Remix)          | 1998  | Dead End Alliance, Lil' Keke, Mike D                                        | Screwed for Life                               |
| Money & Da Power              | 1998  | Dead End Alliance, E.S.G.                                                   | Screwed for Life                               |
| Nineteen Ninety Grind         | 1999  | C-Note, Big Kool                                                            | Third Coast Born                               |
| Constant Struggle             | 1999  | Sean Pymp, Tyte Eyes, D-Reck, Ronnie Spencer                                | All N' Yo Face                                 |
| Outta Control                 | 1999  | Big Steve, Big Mello                                                        | My Testimony and Done Deal                     |
| Lock N Da Game                | 1999  | Lil' Troy                                                                   | Sittin' Fat Down South                         |
| Playas Get Chose              | 1999  | Lil' O, Big Moe, Big Hawk, Slikk Breeze                                     | Blood Money and Da Fat Rat wit da Cheeze       |
| World Wide Playaz             | 1999  | Lil' Keke, South Park Mexican                                               | It Was All a Dream                             |
| Ball'n-Parlay                 | 1999  | Big Pokey, Big Moe, Lil' Keke                                               | Hardest Pit in the Litter                      |
| Gage Play                     | 1999  | Big Pokey, Big Rue                                                          | Hardest Pit in the Litter                      |
| Can't Stop                    | 2000  | Dat Boy Grace                                                               | From Crumbs to Bricks                          |
| Keep My Name out Yo Mouth     | 2000  | Big Pokey, Will-Lean, Mike D, Mafia Mike, Chris Ward                        | D-Game 2000                                    |
| Choo Choo                     | 2000  | Lil' O, Mike D, Big Hawk                                                    | Da Fat Rat wit da Cheeze                       |
| High With Tha Blanksta        | 2000  | Point Blank, Z-Ro, Big Moe, C-Loc, Lil Flex, PSK-13                         | Bad Newz Travels Fast                          |
| What's Happen                 | 2000  | Big Steve, Big Hawk                                                         | Back To Back Hits and Under Hawk's Wings       |
| Hustling All I Can Do         | 2000  | Z-Ro, Point Blank                                                           | Z-Ro vs. the World                             |
| Love 2 Make $                 | 2001  | Lil' Keke                                                                   | Peepin' in My Window                           |
| Life                          | 2002  | Z-Ro                                                                        | Screwed Up Click Representa                    |
| It's About to Go Down         | 2002  | Big Moe, Lil' Flip, Noke D, D Gotti, Toon                                   | Purple World                                   |
| Move Around                   | 2003  | Big Moe, Noke D                                                             | Moe Life...                                    |
| Playas Still Get Chose        | 2003  | Lil' O                                                                      | Food on tha Table                              |
| Screwed Up Click              | 2004  | Trae tha Truth, Big Hawk                                                    | Same Thing Different Day                       |
| The Way I Live                | 2008  | Big Pokey, Big Mike                                                         | Evacuation Notice                              |
| Kill                          | 2008  | Lil' Keke, Big Hawk, Kevo                                                   | Still Wreckin'                                 |
| First Class                   | 2008  | Lil' Keke, Big Hawk, Big Pokey                                              | Still Wreckin'                                 |
| It's Like That                | 2011  | Dat Boy Grace                                                               | Rollin N Groovin                               |
| Don't Fuxx Wit..              | 2011  | Dat Boy Grace                                                               | Rollin N Groovin                               |
| Time Fa Change                | 2011  | Dat Boy Grace                                                               | Rollin N Groovin                               |